# Apopestes spectrum
Apopestes spectrum, zuweilen auch als Große Ginstereule bezeichnet, ist ein Schmetterling (Nachtfalter) aus der Familie der Eulenfalter (Noctuidae).

## Merkmale

### Falter
Die Flügelspannweite der auffallend großen Falter beträgt 74 bis 82 Millimeter. Auf den Vorderflügeln sind hellbraune Farben vorherrschend. Die Querlinien sind dunkelbraun, stark gewellt und teilweise unterbrochen. In der Postdiskalregion nahe am Innenrand befindet sich ein dunkler Fleck. Makel sind klein, zuweilen unscheinbar. Die zeichnungslosen Hinterflügel haben eine blasse braune Farbe.

### Raupe, Puppe
Erwachsene Raupen sind schlank und von gelber Farbe. An jeder Seite sind zwei schwarzgrüne Nebenrückenstreifen erkennbar. Unterhalb dieser Streifen befinden sich unregelmäßige, schwarze Punkte und Flecke. Über den Beinen verläuft eine breite, dunkle Längslinie, deren gelbe oder weiße Zeichnungselemente zuweilen der Zahl 8 sowie dem Buchstaben o ähneln. Der Kopf ist weißlich und mit schwarzen Punkten versehen.
Die schwarzbraune Puppe zeigt zwei sehr kurze Borsten am zugespitzten Kremaster.

### Ähnliche Arten
Oberflächlich betrachtet, insbesondere wegen der vergleichbaren Größe der Falter, ist eine entfernte Ähnlichkeit zum Schwarzen Ordensband (Mormo maura) auszumachen, das sich jedoch durch das schwarze Mittelfeld auf den Vorderflügeln und das schwarze Saumband auf den Hinterflügeln deutlich unterscheidet.

## Geographische Verbreitung und Lebensraum
Apopestes spectrum ist in Europa im Mittelmeerraum einschließlich der Mittelmeerinseln Korsika, Sardinien, Sizilien und Kreta verbreitet. Zu den weiteren Vorkommensgebieten gehören Nordafrika, der Iran und Turkmenistan. In den Tälern der Südalpen steigen die Tiere bis auf eine Höhe von etwa 800 Metern. Die Art ist vorwiegend an warmen Plätzen, beispielsweise auf Magerrasenflächen oder Strauchlandschaften mit Ginsterbewuchs zu finden.

## Lebensweise
Die nachtaktiven Falter besuchen im Frühjahr sehr gerne angelegte Köder, an denen sie mitunter in Anzahl erscheinen. Künstliche Lichtquellen suchen sie hingegen nur äußerst selten auf. Sie schlüpfen im Juli, überwintern und leben dann bis zum März des folgenden Jahres. Als Überwinterungsquartier werden Höhlen, Schuppen oder andere gut geschützte Orte gewählt. Die Raupen entwickeln sich ab April und verpuppen sich im Juni. Sie legen dazu ein leichtes, weißliches, seidig glänzendes Gespinst zwischen Zweigen und Laub an. Als Futterpflanzen dienen verschiedene Ginsterarten (Genista).